# Arvid Lundquist
Arvid Theodor Wilhelm Lundquist, född 1829, död 20 april 1870 i Stockholm, var en svensk dekorationsmålare och konstnär.
Han var från 1863 gift med Ulrika Wilhelmina Gernandt och far till konstnären Wille Gernandt.   